# Maresciallo di prima classe
Il maresciallo di prima classe è il terzo grado dei sottufficiali dell'Aeronautica Militare ed è superiore al Maresciallo di seconda classe e subordinato al primo maresciallo. Il grado è equivalente al codice di grado NATO OR-9 . Il distintivo di grado del maresciallo di prima classe è costituito da tre barrette d'oro screziate di blu.

L'insegna di maresciallo di 1ª classe